# Diego Biseswar
Diego Marvin Biseswar (Amsterdam, 8 marzo 1988) è un ex calciatore olandese naturalizzato surinamese, di ruolo centrocampista.

## Biografia
Biseswar nasce ad Amsterdam nell'Olanda Settentrionale. I suoi genitori Sandra e Astrando Biseswar sono entrambi originari del Suriname. Il padre è un autista di autobus. Biseswar ha anche una sorella maggiore e un fratello minore di nome Romario. Nonostante i nomi possano farlo pensare, i fratelli Biseswar non hanno preso nome dai grandi calciatori Maradona e Romário, anche se per qualità tecniche, Diego Biseswar è stato spesso paragonato al campione argentino.
Gioca a calcio per le piazze della città, incantando chiunque si fermasse a vederlo giocare, fino a quando un amico del padre consiglia ai genitori di farlo entrare in una squadra dilettantistica.

## Carriera

### Club

#### Primi anni
La sua prima squadra di calcio è il DWS, una squadra dilettantistica. Dopo aver giocato con il DWS per una stagione viene chiamato dal settore giovanile dell'Ajax, dal quale viene espulso cinque anni più tardi dopo essere stato dichiarato ingestibile. Questo fatto non preoccupa affatto Biseswar che più tardi spiegherà di essere felice per aver lasciato l'Ajax: «L'Ajax pensava che io non fossi abbastanza bravo e io volevo lasciarlo. Non mi sentivo a disagio, tanti amici stavano lasciando la squadra e i miei rapporti con l'allenatore non erano ottimali; è stato un peccato, ma non c'erano sogni in brandelli».
A questo punto Biseswar torna al DWS, dove rimane solo per un breve periodo: infatti, dopo una stagione nella quale il DWS sconfigge per due volte l'Ajax, Biseswar passa al Telstar, club di Velsen che milita in Eerste Divisie. L'anno successivo si unisce al settore giovanile del Feyenoord.
Dopo aver giocato un anno nel Feyenoord Under-15 e due anni nel Feyenoord Under-17, Biseswar passa in prima squadra.

#### Feyenoord
La carriera professionistica di Biseswar inizia nella stagione 2004-2005. Il 29 ottobre 2004 firma il suo primo contratto da professionista con il Feyenoord, valido fino al giugno 2007 più un'opzione per i due anni successivi. Il 22 maggio 2005 fa il suo debutto in Eredivisie, sostituendo Tim Vincken al 67' dell'ultima partita stagionale contro l'ADO Den Haag. La partita, che finisce 6-3 per il Feyenoord, è anche l'ultima per l'allenatore Ruud Gullit.

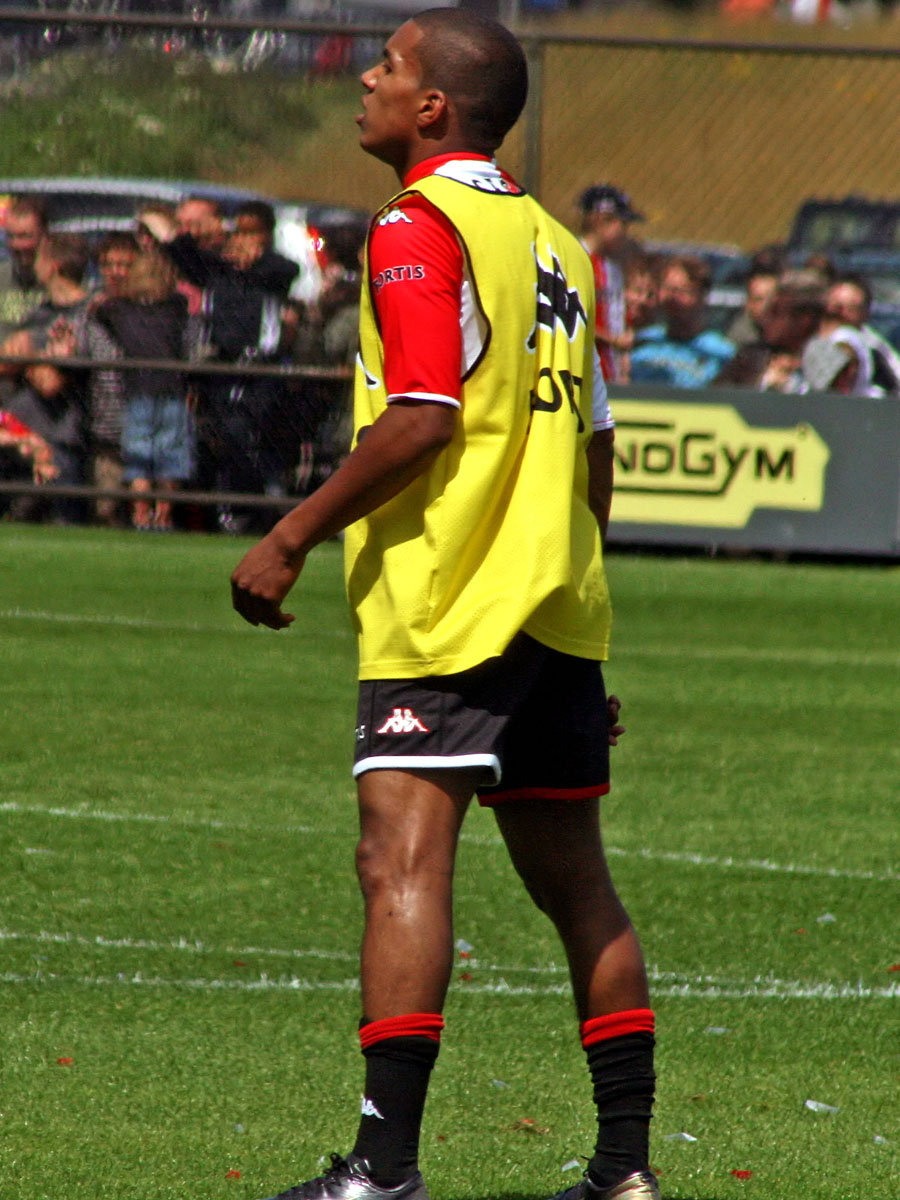
Biseswar all'allenamento del Feyenoord.

Nella stagione 2005-2006 gioca prevalentemente per il Feyenoord Under-19, collezionando anche 6 presenze con la prima squadra e mettendo a segno il suo primo gol in Eredivisie il 20 novembre 2005: entra al 53' sostituendo l'infortunato Ali Boussaboun nella partita contro il Roda JC e al 79' segna il gol del decisivo 2-3.

##### Prestiti all'Heracles e al De Graafschap
Nella stagione 2006-2007 passa in prestito all'Heracles Almelo, dove segna 2 gol in 26 presenze. A fine stagione l'Heracles decide di non rinnovare il prestito per motivi disciplinari. La stagione successiva passa ancora in prestito al De Graafschap; la stagione con la squadra di Doetinchem si conclude con 11 presenze.

##### Ritorno al Feyenoord
Per la stagione 2008-2009 Biseswar torna al Feyenoord. Dopo due periodi in prestito, Biseswar viene inserito in rosa dall'allenatore del Feyenoord Gertjan Verbeek, divenendo in breve tempo titolare. Il 10 marzo 2009 Biseswar annuncia che non lascerà mai il Feyenoord per un altro club olandese. Il 3 aprile 2009 rinnova il contratto che lo lega al Feyenoord per altre tre stagioni. A fine stagione totalizza 7 gol in 28 partite.

### Nazionale
Nel 2006 Biseswar viene chiamato dalla Trinidad e Tobago per i mondiali del 2006, dato che una ricerca locale sosteneva che Biseswar potesse prendere il passaporto di Trinidad e Tobago. L'allenatore Leo Beenhakker si è anche recato a vedere la partita tra il Feyenoord e il Vitesse il 15 gennaio 2006 per seguire Biseswar. Tuttavia il giorno successivo il padre di Biseswar nega ogni possibile legame tra la famiglia Biseswar e Trinidad e Tobago nello show televisivo olandese Café de Sport, infatti Biseswar è olandese mentre i suoi genitori sono originari del Suriname
Biseswar ha fatto tutta la trafila delle Nazionali giovanili olandesi. A partire dal 2002 ha giocato per l'Under-16, l'Under-17, l'Under-19, la Beloftenelftal, l'Under-21 e la Nazionale B.
Con la Nazionale Under-17 Biseswar si è classificato al secondo posto negli Europei di categoria del 2005 disputatisi in Italia. L'attaccante del Feyenoord è stato protagonista nella vittoria contro Israele (2-1) che ha permesso alla Nazionale dei Paesi Bassi di passare in semifinale, poi vinta 1-0 contro l'Italia. Nonostante la sconfitta in finale contro la Turchia per 2-0 Biseswar è stato inserito nel top 11 del torneo. Grazie a questo secondo posto la Nazionale dei Paesi Bassi si è qualificata per i successivi Mondiali Under-17 disputatisi in Perù. La squadra di Biseswar si è classificata terza dopo aver perso per 4-0 in semifinale contro il Messico e aver vinto 2-1 la finale per il terzo posto contro la Turchia.
Biseswar ha giocato poi per la Nazionale Under-21 olandese. L'11 agosto 2009 la Nazionale dei Paesi Bassi ha iniziato la sua campagna di qualificazione per gli Europei del 2011 con un'amichevole contro l'Inghilterra terminata 0-0.

## Statistiche

### Cronologia presenze e reti in nazionale
Aggiornato al 1º giugno 2023

| Cronologia completa delle presenze e delle reti in nazionale ― Suriname | Cronologia completa delle presenze e delle reti in nazionale ― Suriname | Cronologia completa delle presenze e delle reti in nazionale ― Suriname | Cronologia completa delle presenze e delle reti in nazionale ― Suriname | Cronologia completa delle presenze e delle reti in nazionale ― Suriname | Cronologia completa delle presenze e delle reti in nazionale ― Suriname | Cronologia completa delle presenze e delle reti in nazionale ― Suriname | Cronologia completa delle presenze e delle reti in nazionale ― Suriname |
| Data                                                                    | Città                                                                   | In casa                                                                 | Risultato                                                               | Ospiti                                                                  | Competizione                                                            | Reti                                                                    | Note                                                                    |
| ----------------------------------------------------------------------- | ----------------------------------------------------------------------- | ----------------------------------------------------------------------- | ----------------------------------------------------------------------- | ----------------------------------------------------------------------- | ----------------------------------------------------------------------- | ----------------------------------------------------------------------- | ----------------------------------------------------------------------- |
| 28-3-2021                                                               | Bradenton                                                               | Aruba                                                                   | 0 – 6                                                                   | Suriname                                                                | Qual. Mondiali 2022                                                     | -                                                                       | 71’                                                                     |
| 5-6-2021                                                                | Paramaribo                                                              | Suriname                                                                | 6 – 0                                                                   | Bermuda                                                                 | Qual. Mondiali 2022                                                     | -                                                                       | 66’                                                                     |
| 9-6-2021                                                                | Bridgeview                                                              | Canada                                                                  | 4 – 0                                                                   | Suriname                                                                | Qual. Mondiali 2022                                                     | -                                                                       | 45’                                                                     |
| 13-7-2021                                                               | Orlando                                                                 | Giamaica                                                                | 2 – 0                                                                   | Suriname                                                                | Gold Cup 2021                                                           | -                                                                       |                                                                         |
| 17-7-2021                                                               | Orlando                                                                 | Suriname                                                                | 1 – 2                                                                   | Costa Rica                                                              | Gold Cup 2021                                                           | -                                                                       |                                                                         |
| 21-7-2021                                                               | Houston                                                                 | Suriname                                                                | 2 – 1                                                                   | Guadalupa                                                               | Gold Cup 2021                                                           | -                                                                       |                                                                         |
| 27-3-2022                                                               | Thanyaburi                                                              | Thailandia                                                              | 1 – 0                                                                   | Suriname                                                                | Amichevole                                                              | -                                                                       | 45’                                                                     |
| 5-6-2022                                                                | Paramaribo                                                              | Suriname                                                                | 1 – 1                                                                   | Giamaica                                                                | CONCACAF Nations League 2022-2023                                       | -                                                                       |                                                                         |
| 8-6-2022                                                                | Kingston                                                                | Giamaica                                                                | 3 – 1                                                                   | Suriname                                                                | CONCACAF Nations League 2022-2023 - Fase a gironi                       | -                                                                       | 80’                                                                     |
| 12-6-2022                                                               | Torreón                                                                 | Messico                                                                 | 3 – 0                                                                   | Suriname                                                                | CONCACAF Nations League 2022-2023 - Fase a gironi                       | -                                                                       | 77’                                                                     |
| 22-9-2022                                                               | Almere                                                                  | Suriname                                                                | 2 – 1                                                                   | Nicaragua                                                               | Amichevole                                                              | -                                                                       | 83’                                                                     |
| 24-3-2023                                                               | Paramaribo                                                              | Suriname                                                                | 0 – 2                                                                   | Messico                                                                 | CONCACAF Nations League 2022-2023                                       | -                                                                       |                                                                         |
| 18-6-2023                                                               | Fort Lauderdale                                                         | Suriname                                                                | 0 – 0 (3 - 4 dtr)                                                       | Porto Rico                                                              | Qual. Gold Cup 2023                                                     | -                                                                       | 56’ 58’                                                                 |
| 9-9-2023                                                                | Saint George's                                                          | Grenada                                                                 | 1 – 1                                                                   | Suriname                                                                | CONCACAF Nations League 2023-2024 - Fase a gironi                       | -                                                                       | 45’                                                                     |
| 12-9-2023                                                               | L'Avana                                                                 | Cuba                                                                    | 1 – 0                                                                   | Suriname                                                                | CONCACAF Nations League 2023-2024 - 1º Turno                            | -                                                                       | 65’                                                                     |
| Totale                                                                  |                                                                         | Presenze                                                                | 15                                                                      |                                                                         | Reti                                                                    | 0                                                                       |                                                                         |

## Palmarès

### Club

#### Competizioni nazionali
- Coppa di Grecia: 3

PAOK: 2016-2017, 2017-2018, 2018-2019
- Campionato greco: 1

PAOK: 2018-2019